# تواون، اهیمه
۳۳°۴۷′ شمالی ۱۳۲°۵۲′ شرقی / ۳۳٫۷۸۳°شمالی ۱۳۲٫۸۶۷°شرقی
تواون در استان اهیمه در کشور ژاپن واقع شده‌است  که دارای جمعیت ۳۵٬۵۱۷ نفر و مساحت ۲۱۱٫۴۵ کیلومتر مربع با تراکم جمعیت ۱۶۸  نفر در کیلومترمربع است و در تاریخ ۲۱ سپتامبر ۲۰۰۴ به عنوان شهر شناخته شد.